# Dietmar N. Schmidt
Dietmar N. Schmidt (* 23. April 1938 in Oels (Schlesien); † 14. August 2007 in Wuppertal) war ein deutscher Kulturmanager, Theaterkritiker, Autor und Regisseur insbesondere von Dokumentarfilmen über kulturelle Themen. Bekannt geworden ist er mit seinem Engagement für eine Kunst, die sich jenseits von Mainstream und Event bewegt. Schmidt war Mitbegründer von international bedeutsamen kulturellen Initiativen.

## Leben
Schmidt arbeitete zunächst als Theaterkritiker, u. a. für die Frankfurter Rundschau, und als Publizist. 1975 übernahm er die Leitung der Ruhrfestspiele. Für die Spielzeit 1980/81 wurde er als Schauspieldirektor ans Staatstheater Kassel berufen, von 1983 bis 1985 war er Künstlerischer Leiter der Würzburger Festspiele. Von 1989 bis 2004 leitete Schmidt das in Wuppertal ansässige NRW KULTURsekretariat, eine Kulturförderinitiative  zahlreicher nordrhein-westfälischer Kommunen.
2001 richtete er den Fonds Neues Musiktheater zur Förderung der zeitgenössischen Oper ein. Schmidt war auch Mitbegründer des einzigen deutschsprachigen Dramatikerwettbewerbes, der Mülheimer Theatertage NRW 'Stücke'  in Mülheim an der Ruhr. Ebenso seiner Initiative zu verdanken ist das 1990 gegründete Theater-Festival Impulse als Wettbewerb der freien Bühnen aus Deutschland, Österreich und der Schweiz.
Dietmar N. Schmidt war Gründungsmitglied der Kulturpolitischen Gesellschaft, gewähltes Mitglied des Internationalen Theaterinstituts und der Deutschen Akademie der Darstellenden Künste, deren Fernsehbeauftragter er von 1982 bis 1988 und Vizepräsident seit Frühjahr 2000 war. Neben seiner Publikationstätigkeit entstanden unter Schmidts Regie auch zahlreiche Dokumentarverfilmungen von Theater- und Opernproduktionen.
Zuletzt war Schmidt Mitglied der Theaterkommission für Wien, die die Bühnen der Stadt neu ordnen sollte. Nach einer schweren Krankheit erlag er nach Angaben seiner Familie einer Hirnblutung. Er hinterlässt Frau und erwachsene Kinder.

## Werke
- Kurt Hübner. Von der Leidenschaft eines Theatermenschen. Henschel, Leipzig 2006, ISBN 3-89487-560-7, S. 210–264. (Werkeverzeichnis)
- als Hrsg.: Moderne Kunst in NRW. Ein Museumsführer. DuMont Literatur-und-Kunst-Verlag, Köln 2003, ISBN 3-8321-7256-4.
- Regie ... Luc Bondy. Alexander, Berlin 1991, ISBN 3-923854-20-X. (Aufsatzsammlung)
- als Hrsg.: Das Theater von Alvar Aalto in Essen. Baedeker, Essen 1988, ISBN 3-920138-03-1.

## Filme (Auswahl)
- Brennen für die Kunst. Mit Christine Mielitz in der Oper. Dokumentarfilm, 60 Min., 2003, Buch und Regie: Dietmar N. Schmidt, Produktion: WDR
- Giuseppe Verdis „Othello“. Szenen aus der National Welsh Opera. Dokumentarfilm, 1995, Buch und Regie: Dietmar N. Schmidt, Produktion: Hessischer Rundfunk
- Humor als Weisheit der Seele. Der Regisseur George Tabori. Dokumentarfilm, 1996, Buch und Regie: Dietmar N. Schmidt, HUMOR ALS WEISHEIT DER SEELE – DER REGISSEUR GEORGE TABORI – Inhaltsangabe (Memento vom 21. Juni 2007 im Internet Archive) des ZDF
- Antonio Salieri. Erinnerungen an ein Genie. Szenen aus dem Hessischen Staatstheater Darmstadt. Dokumentarfilm, 44 Min., 1994, Buch und Regie: Dietmar N. Schmidt, Produktion: Hessischer Rundfunk
- Liebe, Tod und Leidenschaft. Szenen vom Glyndebourne Festival. Dokumentarfilm, 27 Min., 1994, Moderation: Dietmar N. Schmidt, Produktion: Hessischer Rundfunk, Inszenierung: Nikolaus Lehnhoff, Dirigent: Andrew Davies, Musikaufnahmen mit den Wiener Philharmonikern (Giuseppe Verdi), Kamera: Manfred Lowack.
- Oper-Off oder Die Szene tötet. Dokumentarfilm, 60 Min., 1991, Buch und Regie: Dietmar N. Schmidt, Produktion: N3, Erstausstrahlung: 11. September 1991, (Experimentelles Theater)
- Modest Petrowitsch Mussorgsky. Bilder aus einem Komponistenleben. Dokumentarfilm, 1989,  Interpret: Gennadi Pinjaschyn, Buch und Regie: Dietmar N. Schmidt, Produktion: ARD, Erstausstrahlung: 1. November 1989
- Peter Zadek im Gespräch mit Dietmar N. Schmidt. Fernsehausstrahlung: ARD 1 plus, 24. August 1989
- Der junge Brecht. Dokumentarfilm, 79 Min., 1988, Buch und Regie: Dietmar N. Schmidt, Produktion: ZDF, mit Ausschnitten aus: Baal (Berliner Ensemble), Trommeln in der Nacht (Schauspielhaus Bochum), Mann ist Mann (Schauspiel Frankfurt)
- Georg Büchner. Seine Stücke heute, seine Briefe. Dokumentarfilm, 80 Min., 1987, Buch und Regie: Dietmar N. Schmidt, Produktion: ZDF, mit Ausschnitten aus: Dantons Tod (Bremer Theater, Insz.: Günter Krämer), Leonce und Lena (Burgtheater Wien, Insz.: Claus Peymann), Woyzeck (Staatstheater Stuttgart, Insz.: Jossi Wieler)
- Wolfgang Rihm und Götz Friedrich im Gespräch mit Peter Wapnewski über „Oedipus“. Dokumentarfilm, 44 Min., 1987, Buch und Regie: Dietmar N. Schmidt, Produktion: SWF
- Die Griechische Tragödie. Einblicke in drei Inszenierungen. Dokumentarfilm, 90 Min., 1986, Buch und Regie: Dietmar N. Schmidt. Musik: Klaus Buhlert, mit Ausschnitten aus: Thalia Theater Hamburg, Münchner Kammerspiele, Bühnen der Stadt Bonn im Akademischen Kunstmuseum
- Minetti. Lear: ein Film. Dokumentarfilm, Deutschland, 67 Min., 1985, Buch und Regie: Dietmar N. Schmidt, Produktion: ZDF

## Dietmar-N.-Schmidt-Preis
- 2011: Anna Mendelsohn – für herausragende künstlerische Einzelleistung für ihr Solo Cry Me A River[1]

## Zitat
„Fördern, was es schwer hat.“

## Nachweise
1. ↑  Süddeutsche Zeitung. 15. Juli 2011, S. 12.
2. ↑  Dietmar N. Schmidt: Fördern, was es schwer hat: das Kultursekretariat NRW in Wuppertal. In: Karsten Rudolph (Hrsg.): Reform an Rhein und Ruhr: Nordrhein-Westfalens Weg ins 21. Jahrhundert. Bonn 2000, S. 111–113.